# Tính trung lập Internet ở Hoa Kỳ
Ở Hoa Kỳ, tính trung lập Internet đã là một vấn đề tranh cãi giữa người sử dụng mạng và các nhà cung cấp dịch vụ truy cập từ những năm 1990. Cho đến năm 2015, không có sự bảo vệ pháp lý rõ ràng nào yêu cầu trung lập thực. Vào năm 2015, Ủy ban Truyền thông Liên bang (FCC) đã phân loại dịch vụ băng thông rộng như là một dịch vụ truyền thông Quyền II với các nhà cung cấp là "các nhà cung cấp dịch vụ thông thường" chứ không phải "nhà cung cấp thông tin".
Trong suốt năm 2005 và 2006, các tập đoàn ủng hộ cả hai bên của vấn đề vận động vận động một cách nhiệt tình Quốc hội Hoa Kỳ. Giữa năm 2005 và năm 2012, năm lần cố gắng để vượt qua dự luật trong Quốc hội có chứa các điều khoản trung lập không thành công. Mỗi bộ đều muốn ngăn cấm các nhà cung cấp dịch vụ Internet sử dụng các mô hình giá biến đổi khác nhau dựa trên mức chất lượng dịch vụ của người sử dụng, được mô tả như là dịch vụ theo tầng trong ngành và là sự phân biệt giá cả phát sinh từ việc lạm dụng "độc quyền địa phương được pháp luật khống chế" bởi một số nhà kinh tế.
Vào tháng 4 năm 2014, FCC đã báo cáo một quy định dự thảo mới cho phép các nhà cung cấp dịch vụ cung cấp các nhà cung cấp nội dung một cách nhanh hơn để gửi nội dung, do đó đảo ngược quy định tính trung lập Internet trước đó của mình. Trong tháng 5 năm 2014, FCC đã quyết định xem xét hai lựa chọn: cho phép các tuyến đường băng thông rộng nhanh và chậm, do đó làm giảm tính trung lập; và thứ hai, phân loại lại băng thông rộng như là một dịch vụ viễn thông, do đó giữ được tính trung lập. Tháng 11 năm 2014, Tổng thống Barack Obama đề nghị FCC phân loại lại dịch vụ Internet băng thông rộng như là một dịch vụ viễn thông. Vào tháng 1 năm 2015, các thành viên của đảng Cộng hòa đã đưa ra một dự thảo luật về nhân sự, đưa ra các nhượng bộ đối với trung lập nhưng cấm FCC ban hành bất kỳ quy định nào khác ảnh hưởng đến các ISP. Vào ngày 26 tháng 2 năm 2015, FCC đã phán quyết ủng hộ tính trung lập bằng cách phân loại lại băng rộng như là một hãng vận chuyển thông thường theo Tiêu đề II của Đạo luật Thông tin Truyền thông năm 1934 và Mục 706 của Đạo luật Viễn thông năm 1996. Vào ngày 13 tháng 4 năm 2015, FCC công bố quy tắc cuối cùng về các quy định "Net Neutralality" mới của mình. Các quy tắc này có hiệu lực vào ngày 12 tháng 6 năm 2015.
Sau khi trở thành chủ tịch của FCC vào tháng 4 năm 2017, Ajit Pai đề nghị hủy bỏ các chính sách,  mặc dù họ được 83% cử tri Mỹ ủng hộ. Vào ngày 14 tháng 12 năm 2017, Ủy ban Truyền thông Liên bang Mỹ đã bỏ phiếu ủng hộ việc bãi bỏ những chính sách này, 3-2.